# Iorwerth Hughes
Iorwerth Hughes (Abergele, 26 maggio 1925 – 20 agosto 1993) è stato un calciatore gallese, di ruolo portiere.

## Carriera

### Club
Inizia la carriera nei semiprofessionisti del Llandudno, con i quali trascorre la stagione 1948-1949; dal 1949 al 1951 gioca invece nella seconda divisione inglese con la maglia del Luton Town, con cui gioca rispettivamente 17 e 19 partite di campionato nelle stagioni 1949-1950 e 1950-1951; nella stagione 1951-1952 conquista invece una promozione dalla seconda alla prima divisione inglese con i gallesi del Cardiff City, con i quali gioca 26 partite alternandosi tra i pali con Ron Howells, che l'anno seguente, trascorso in prima divisione, gli toglie il posto da titolare (Hughes non scende infatti mai in campo in incontri di campionato durante la stagione 1952-1953, trascorsa sempre con i Bluebirds).
Nell'estate del 1953 si trasferisce ad un altro club gallese, il Newport County, militante nella terza divisione inglese; qui in cinque stagioni gioca in totale 106 partite di campionato, alternando stagioni da titolare (ad esempio la 1953-1954, nella quale gioca 40 partite di campionato) ad altre da riserva (ad esempio la 1956-1957, nella quale non scende mai in campo).
In carriera ha giocato complessivamente 168 partite nei campionati della Football League (più precisamente 62 in seconda divisione e 106 in terza divisione).

### Nazionale
Tra il 1950 ed il 1951 ha giocato complessivamente 4 partite con la nazionale gallese.

## Palmarès

### Club

#### Competizioni regionali
- Monmouthshire/Gwent Senior Cup: 2

Newport County: 1953-1954, 1957-1958